# 圆外切四边形

一個圓外切四邊形

在幾何學中，圓外切四邊形是指存在內切圓的凸四邊形。換句話說若一個圓與凸四邊形的四個邊相切，則稱此四邊形為「圓外切四邊形」，此圓稱為四邊形的內切圓，此圓的圓心稱為四邊形的內心。
並非所有的凸四邊形都是圓外切四邊形，每個四邊形至多有一個內切圓，也就是對於一個四邊形的內切圓而言，如果存在的話是唯一的。

## 性質
一個凸四邊形是圓外切四邊形，若且唯若此四邊形的兩組對邊長度之和相等，{\displaystyle AB+CD=AD+BC}，称为皮托定理。

## 对角线
圆外切四边形的对角线长{\displaystyle p}、{\displaystyle q}与四个顶点出发的切线长{\displaystyle e}、{\displaystyle f}、{\displaystyle g}、{\displaystyle h}的关系为
:Lemma2：
{\displaystyle \displaystyle p={\sqrt {{\frac {e+g}{f+h}}{\Big (}(e+g)(f+h)+4fh{\Big )}}},}
{\displaystyle \displaystyle q={\sqrt {{\frac {f+h}{e+g}}{\Big (}(e+g)(f+h)+4eg{\Big )}}}.}

## 外部連結
- 埃里克·韦斯坦因. . MathWorld.